# Sông Creuse
Sông Creuse (tiếng Occitan: Cruesa) là một con sông dài 264 km ở phía tây nước Pháp, một nhánh của sông Vienne. Sông này bắt nguồn ở Plateau de Millevaches, một nhánh kéo dài tây bắc của Massif Central. Sông này chảy theo hướng tây bắc quan cách tỉnh và thị xã:
- Tỉnh Creuse (được đặt tên theo sông này): Aubusson.
- Tỉnh Indre: Argenton-sur-Creuse, Le Blanc.
- Tỉnh Indre-et-Loire: Yzeures-sur-Creuse, Descartes
- Tỉnh Vienne: La Roche-Posay

Sông Creuse đổ vào sông Vienne khoảng 20 km về phía bắc Châtellerault. Một sông nhánh của sông Creuse là Gartempe.

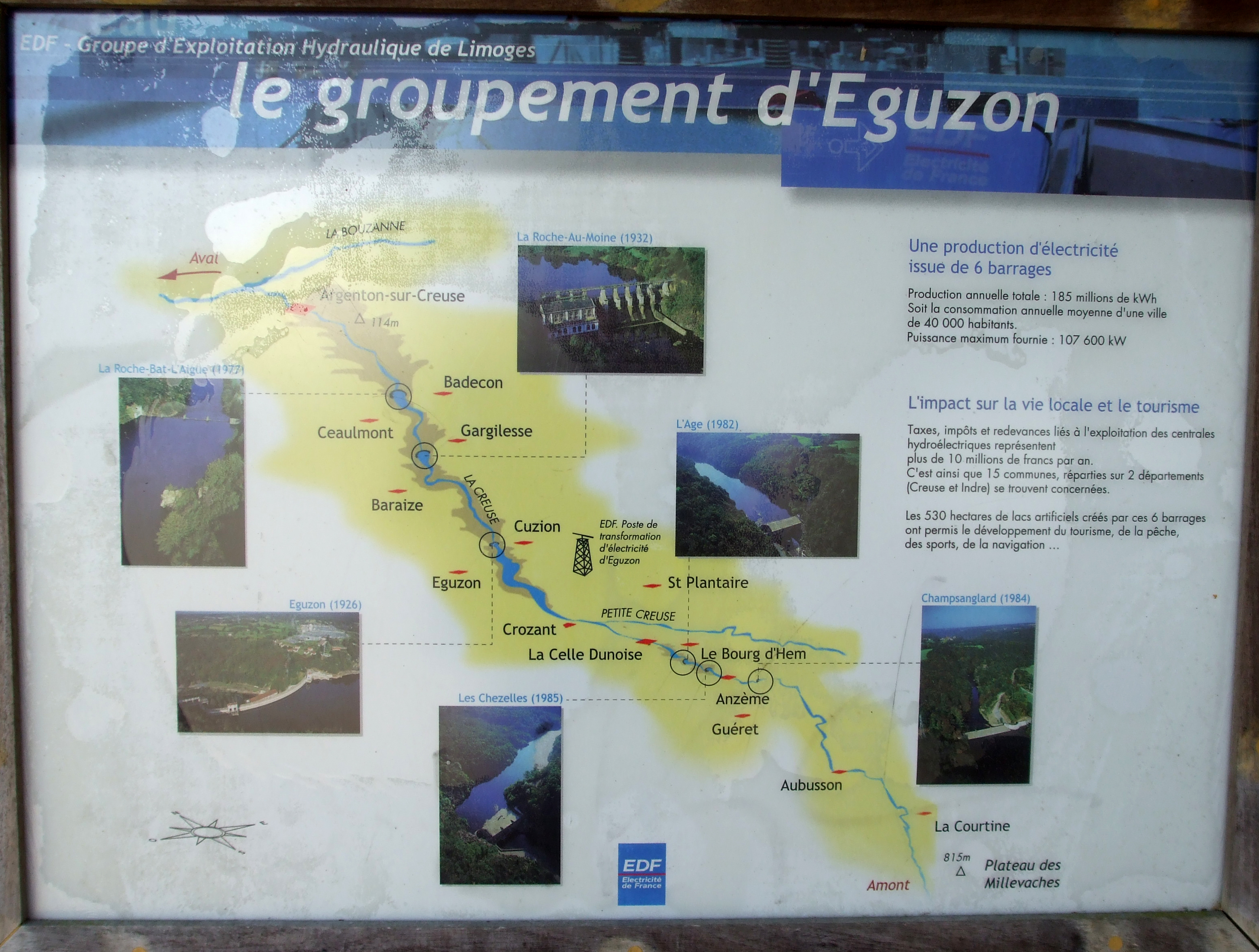
Sơ đồ các đập trên sông Creuse

Có 6 đập thủy điện trên sông này, 3 đập ở tỉnh Creuse và 3 đập ở tỉnh Indre. Đập Eguzon, khánh thành năm 1926, lúc đó là đập lớn nhất châu Âu. Các hồ do các đập tạo nên là các điểm du lịch.

## Các sông nhánh
Tả ngạn:
- Beauze
- Sédelle
- Gartempe

Hữu ngạn:
- Rozeille
- Petite Creuse
- Bouzanne
- Bouzanteuil
- Suin
- Claise
- Esves